# Zlatne godine
Zlatne godine je peti studijski album zagrebške rock skupine Prljavo kazalište. To je prvi album, na katerem je glavni vokal pel Mladen Bodalec in prvi album skupine, ki je izšel pri glasbeni založbi Jugoton. Po izdaji albuma se je skupini dvignila popularnost v nekdanji Jugoslaviji. Skupina je nastopila na mnogih koncertih, album pa se je prodal v številnih izvodih. Najuspešnejše skladbe z albuma so: »Zlatne godine«, »Ne zovi mama doktora«, »Sladoled« in »Ma kog me Boga za tebe pitaju«, ki je postala ena izmed najuspešnejših balad skupine. To je bilo obdobje, v katerem se je zasedba Prljavo kazalište povzpela v uspešno komercialno in avtorsko zasedbo na hrvaški glasbeni sceni.
Skladba »Ma kog' me Boga za tebe pitaju« je bila leta 2000 uvrščena na 77. mesto Seznama 100 najboljših jugoslovanskih rock skladb po izboru revije Rock Express.

## Seznam skladb
Vse skladbe je napisal Jasenko Houra, razen kjer je posebej napisano.
| A stran | A stran                               | A stran |
| Št.     | Naslov                                | Dolžina |
| ------- | ------------------------------------- | ------- |
| 1.      | „Ne zovi mama doktora‟                | 3:37    |
| 2.      | „Pod sretnom zvijezdom mi smo rođeni‟ | 3:30    |
| 3.      | „Zlatne godine‟                       | 3:08    |
| 4.      | „Sladoled‟ (Olja Dubroja)             | 2:42    |
| 5.      | „Dan za danom‟                        | 4:03    |

| B stran | B stran                            | B stran |
| Št.     | Naslov                             | Dolžina |
| ------- | ---------------------------------- | ------- |
| 1.      | „Moja djevojka je otišla u Armiju‟ | 4:07    |
| 2.      | „U krevetu mom,u Nojevoj barci‟    | 4:00    |
| 3.      | „Groblje slonova‟                  | 4:25    |
| 4.      | „Ma kog' me Boga za tebe pitaju‟   | 6:01    |

## Zasedba

### Prljavo kazalište
- Jasenko Houra – kitara, vokali
- Tihomir Fileš – bobni
- Marijan Brkić – kitara
- Ninoslav Hrastek – bas kitara
- Mladen Bodalec – vokal

### Gostje
- Zoran Kraš – klaviature
- Duško Mandić – klaviature
- Olja Dubroja – vokal (A4)
- Davor Črnigoj – trobila